# منتخب أرمينيا تحت 21 سنة لكرة القدم
منتخب أرمينيا تحت 21 سنة لكرة القدم هو الممثل الرسمي لأرمينيا في بطولات كرة القدم تحت 21 سنة. يشارك الفريق في بطولة أوروبا تحت 21 لكرة القدم التي تقام كل عامين.

## وصلات خارجية
- Uefa Under-21 website